# 陳立清
陳立清（1919年1月—2008年11月17日），河南温县陈家沟人，是中國武術家，陈氏太极拳第11代传人。

## 生平
出生於陈家沟，祖父是陈春元、父親是陈鸿烈。從小母親為其取名為金平、父親為其取名赛男。7歲起隨父親和族中長輩學習陈氏太极拳及各類器械。14岁到温县上学時，父親為其取名立清。
1941年从开封女子师范学校毕业，先后在洛阳、甘肃平涼教书。1940年代末期來到西安，在西安市73中任教，同時利用空閒時在家中和公園等地免費教太极拳。終定居於西安。
1979年，應邀在首届全国武术观摩交流大会上表演。1982年，再度出席第二届全国武术观摩交流大会，以其表演獲得一等獎。1994年，在温县的国际太极拳年会上被評為太极拳大师。
2008年11月17日，去世。